# Oenochlora
Oenochlora là một chi bướm đêm thuộc họ Geometridae.